# La chica nueva
La chica nueva es una película dramática argentina de 2021 dirigida por Micaela Gonzalo. Narra la historia de una joven que se muda al sur en busca de un lazo familiar y trabajo para subsistir económicamente. Está protagonizada por Mora Arenillas, Rafael Federman y Jimena Anganuzzi. La película se estrenó mundialmente el 19 de marzo de 2021 durante el Festival de Cine Latinoamericano de Toulouse, mientras que su estreno en las salas de cines de Argentina fue el 27 de octubre de 2022.

## Sinopsis
La película cuenta la historia de Jimena, una joven que está sin trabajo ni recursos económicos en Buenos Aires, por lo cual, decide trasladarse a Río Grande, donde vive su medio hermano Mariano, quien no la recibe de la mejor manera. Sin embargo, Mariano le consigue un trabajo en una fábrica de ensamblaje de productos electrónicos, en el cual se verá envuelta en un contexto de despidos y cierres, teniendo que elegir entre el bienestar individual con su medio hermano o unirse a la lucha colectiva con los trabajadores.

## Elenco
- Mora Arenillas como Jimena
- Rafael Federman como Mariano
- Jimena Anganuzzi como Martina
- Luciano Cazaux como Dennis
- Laila Maltz como Dolly
- Marta Salinas como Clara
- Juliana Simoes como Magalí
- Stella Maris Maidana como Roma
- Mariela Gutiérrez como Supervisora

## Recepción

### Comentarios de la crítica
En el sitio web Todas las críticas, la película posee una aprobación del 63% basado en 10 reseñas. Pablo De Vita de La Nación destacó que «la singularidad de La chica nueva radica en vincular la mirada a los jóvenes con el entorno social de una fábrica, pero fundamentalmente explorar las relaciones entre humanos como de la construcción de la lógica del poder». Horacio Bernades de Página/12 señaló que la cinta es «tan seca como sus protagonistas, y como el paisaje que los rodea; los diálogos son escasos y cortantes»; añadiendo que «la narración es minimalista, dejando huecos en el relato». Lucía Martín Muñoz de Escribiendo cine resaltó que «los diálogos están excelentemente trabajados, aunque las acciones hablan por sí solas» y que «los personajes secundarios ayudan al desarrollo de la trama, pero influyen mucho en los protagonistas».
En una reseña para Solo fui al cine, Bruno Calabrese escribió que la película está «reforzada por la potente actuación de Mora Arenillas en el papel de Jimena, quien con sus gestos y sus silencios logra transmitir cada una de las sensaciones de un personaje víctima del sistema». Pablo Nicolás Díaz de Cine argentino hoy elogió el trabajo de fotografía, diciendo que «Federico Lastra trae buenas perspectivas de primeros planos en los momentos de tensión y de emociones claves».

### Premios y nominaciones
| Año  | Organización                                   | Categoría            | Nominado/a(s)                   | Resultado | Ref(s) |
| ---- | ---------------------------------------------- | -------------------- | ------------------------------- | --------- | ------ |
| 2021 | Festival de Cine Latinoamericano de Toulouse   | Premio Coup de Cœur  | La chica nueva                  | Ganadora  | [ 12 ] |
| 2021 | Festival de Cine de Torino                     | Mejor película       | La chica nueva                  | Nominada  | [ 13 ] |
| 2021 | Festival de Cine de Lima                       | Mención especial     | La chica nueva                  | Ganadora  | [ 14 ] |
| 2021 | Festival Internacional de Cine de Viña del Mar | Mención especial     | La chica nueva                  | Ganadora  | [ 15 ] |
| 2021 | Festival Cineuropa de Santiago de Compostela   | Mejor guion          | Micaela Gonzalo y Lucía Tebaldi | Ganadoras | [ 16 ] |
| 2023 | Premios Argentores                             | Mejor guion original | Micaela Gonzalo y Lucía Tebaldi | Ganadoras | [ 17 ] |